# Komlódtótfalu
Komlódtótfalu là một thị trấn thuộc hạt Szabolcs-Szatmár-Bereg, Hungary. Thị trấn này có diện tích 6,97 km², dân số năm 2010 là 110 người, mật độ 16 người/km².